# روبرت جاك (لاعب كرة قدم)
روبرت جاك (بالفرنسية: Robert Jacques)‏ هو لاعب كرة قدم فرنسي في مركز الدفاع، ولد في 11 سبتمبر 1947 في Mont-Saint-Martin, Meurthe-et-Moselle ‏ في فرنسا. لعب مع ستاد ريمس ونادي النجم الأحمر ونادي تروا ونادي فالينسيان.

## وصلات خارجية
- روبرت جاك على موقع قاعدة بيانات كرة القدم.إي يو (الإنجليزية)
- روبرت جاك على موقع عالم كرة القدم.نت (الإنجليزية)